# Olhoi - Horhoi

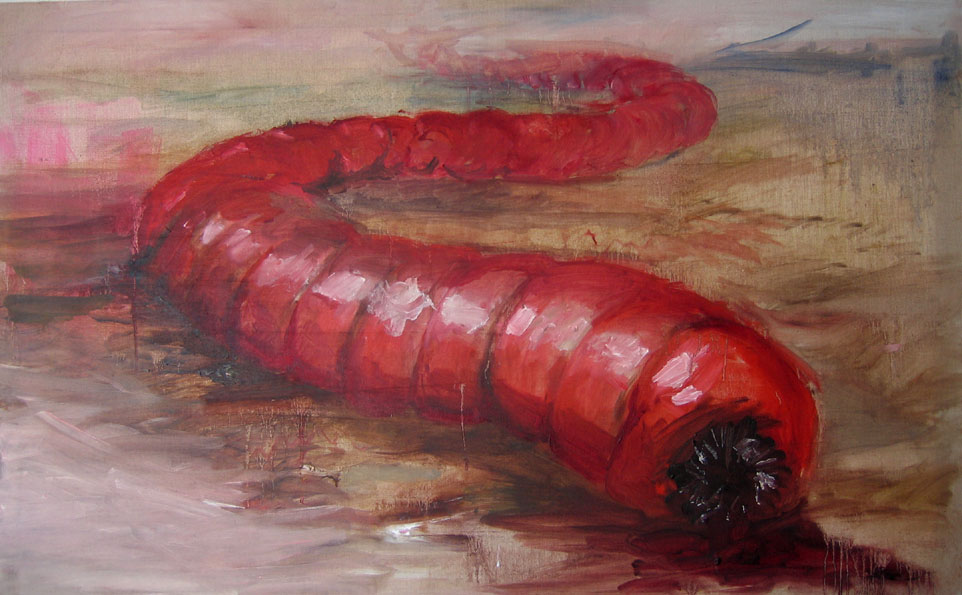
O interpretare a viermelui morții din Mongolia realizată de pictorul belgian Pieter Dirkx

Olhoi - Horhoi (1944) (rusă Олгой-Хорхой) este o povestire științifico-fantastică scrisă de Ivan Efremov care a fost publicată în culegerea de povestiri Cinci puncte ale busolei (1944, Пять румбов).
Inspectorii sovietici se confruntă în Mongolia cu un animal periculos și misterios, pe care localnicii îl numesc Olhoi - Horhoi.

## Traduceri
- în colecția de povestiri Umbra dinozaurului, 1958, Ed. Cartea rusă